# 佐井好子
佐井 好子（さい よしこ、1953年6月22日-）は、奈良県出身の女性シンガーソングライター、作曲家、詩人。本名は同じ。1975年、アルバム『萬花鏡』でデビュー。1979年、音楽活動停止、2001年より活動を再開。ジャケットの絵は自ら水彩色鉛筆で描いている。

## 略歴

### 生い立ち
1953年、奈良県南部に生まれる。子供の頃から絵を描くことが好きで、絵画と読書が趣味であった。好きな作家は江戸川乱歩。中学生時代はコーラス部に所属していた。高校時代にはフォークグループ「赤い鳥」に憧れてバンド活動をしていたこともあった。
1972年に京都市立芸術大学を受験するも不合格となり、同志社大学法学部に進学する。しかし入学直後から腎臓病にかかり入院、約1年間にわたり闘病生活のため安静を命じられる。そのため病床で読書に傾倒し「この時期に著名な作家の本はほとんど読んだが、病気のためか暗い小説を読んでいると落ち着いた」という。小栗虫太郎、橘外男、夢野久作、久生十蘭、横溝正史などの幻想文学作家の小説を多数読破し、この体験が彼女の世界観形成に大きな影響を与えることとなる。
その後、大学在学時から詩作、作曲を始める。退院後に詩作を始め「詩を歌にすれば多くの人に聴いてもらえる」と思い、ギターで曲を付けるようになった。

### メジャーデビューから活動停止まで
1974年に楽曲をラジオ番組などのコンテストに応募したことがきっかけで、その直後に依頼を受け、中山ラビのコンサートで前座をつとめるようになる。ステージ終了後にオファーを受けた2社のうちからテイチクと契約する。
1975年5月、大野雄二プロデュース・編曲によるファーストアルバム『萬花鏡』を録音、同年8月25日にリリースしてテイチクからデビュー。翌1976年には、シルクロードをモチーフとしたセカンドアルバム『密航』をリリース。編曲はクニ河内。
1977年、テイチクから日本コロムビアへ移籍し、夢野久作の世界をモチーフとしたアルバム『胎児の夢』をリリース。同年には詩集『青いガラス玉』（婦人生活社）を出版。また日活映画『夢野久作の少女地獄』の主題歌もコスモスファクトリーの演奏で担当した。
1978年にはインドへ旅行し、日本コロムビアからの最後のアルバムとなる『蝶のすむ部屋』をリリース。全3作とは方向性が変わり、ジャズピアニストの山本剛が率いる山本剛トリオをバックに迎えジャジーなサウンドとなる。翌1979年に音楽活動を停止する。

### 音楽活動再開
1999年10月25日、過去のアルバム4作品が、SFC音楽出版（現：ウルトラ・ヴァイヴ）から、2枚組CDの2種類という形で再発売される。このCD化の際にライナーノーツ執筆を依頼されたJOJO広重と出会い、音楽活動再開につながる。JOJO広重は、1970年代の高校生時代から佐井好子の音楽を愛聴し、「佐井好子こそ最も愛し、重要な影響を受けたアーティスト」「死ぬまで聴きつづけるだろう」と語るほどの大ファンだったが、同年9月にインタビューという形で佐井と初めて直接顔を合わせたという。
2001年、大阪のスタジオでJOJO広重とのセッションを行い即興演奏を録音する。この音源は、JOJO広重が主催するインディーズレーベル、アルケミーレコードからアルバム『Crimson Voyage』としてリリースされた。
2003年12月10日、アルケミーレコードから詩集『青いガラス玉』が復刊。これを記念して同年12月11日から23日まで、佐井の絵を発表する個展「佐井好子 レトロスペクティブ」が、アルケミーレコードとの共催により「FUKUGAN GALLERY」（大阪市中央区西心斎橋1-9-20）で開催された。アルバム『胎児の夢』ジャケット原画など佐井の作品10点と、滝垣内剛のイラスト10数点が展示された。
2008年、Pヴァインより30年ぶりとなるオリジナルアルバム『タクラマカン』をリリース。山本精一、芳垣安洋、早川岳晴らが参加。また長らく入手困難になっていた過去のアルバムも、2008年にPヴァインから紙ジャケット仕様で再発売された。
2021年7月には『佐井好子全集』と名付けられたボックス・セット(過去のアナログ・アルバム5枚などを含む)がPヴァインより発売された。

## ディスコグラフィー

### シングル
- 二十才になれば（1975年8月25日）
  - B面は「紅い花」。つげ義春の漫画に同名作品がある。いずれもアルバム『萬花鏡』収録。
- 人のいない島（1976年7月25日）
  - B面は「天使のように」。いずれもアルバム『密航』収録。
- 春の夢（1977年10月1日）
  - B面は「青いガラス玉」。いずれもアルバム『胎児の夢』収録。

### アルバム
2008年のPヴァインからの再発CDは紙ジャケット仕様。
- 萬花鏡（1975年8月25日）テイチク
  - ジャケットは草むらを背景に、赤いあやとり糸を持った本人の写真。
  - 1999年10月25日、2枚組『萬花鏡』+『密航』としてCD化（CDSOL-0018~19）[15]。
  - 2008年2月2日、Pヴァイン/テイチクからCD再発（PCD-20016）[16]。
- 密航（1976年7月25日）テイチク
  - ジャケットは本人制作のイラスト。
  - 1999年10月25日、2枚組『萬花鏡』+『密航』としてCD化（CDSOL-0018~19）[15]。
  - 2008年2月2日、Pヴァイン/テイチクからCD再発（PCD-20017）[5]。
- 胎児の夢（1977年9月25日）日本コロムビア
  - ジャケットは本人制作のイラスト。
  - 夢野久作の小説『ドグラ・マグラ』に架空の論文「胎児の夢」が登場する。
  - 1999年10月25日、2枚組『胎児の夢』＋『蝶のすむ部屋』としてCD化（CDSOL-0020~21）[17]。
  - 2008年2月2日、Pヴァイン/テイチクからCD再発（PCD-20018）[6]。
- 蝶のすむ部屋（1978年12月25日）日本コロムビア
  - ジャケットは本人のバストアップ写真。
  - 1999年10月25日、2枚組『胎児の夢』＋『蝶のすむ部屋』としてCD化（CDSOL-0020~21）[17]。
  - 2008年2月2日、Pヴァイン/テイチクからCD再発（PCD-20019）[8]。
- Crimson Voyage（2001年8月25日）JOJO広重 featuring 佐井好子 名義
  - ジャケットは本人制作のイラスト。
  - アルケミーレコード（ARCD-136）。JOJO広重とのコラボレートアルバム[3]。
  - 収録曲：虚空（ko-ku）／紅航海（crimson voyage）／雨の日の魔法（It's a rainy magic）
- タクラマカン（2008年2月2日）
  - ジャケットは本人制作のイラスト。
  - Pヴァイン/テイチク（PCD-26021）。活動再開後初のオリジナルアルバム[12]。
- 佐井好子LIVE 1976/79（2008年2月15日）
  - ジャケットは本人制作のイラスト。
  - Pヴァイン/テイチク（PCD-93091）。未発表ライブ音源、モノラル録音[18]。

### 詩集・付録CD
- 青いガラス玉（1977年10月1日）主婦と生活社
  - 表紙は本人制作のイラスト。
  - 2003年12月10日、アルケミーレコードより付録CDつきで復刻（ARCD-149）。収録曲は2015年盤と同じ[3]。
- 青いガラス玉（2015年6月10日、ARCD-239）アルケミーレコード[3]
  - 2003年に復刻した詩集「青いガラス玉」付属のボーナスCDを、リマスター盤CDとして再発。
  - ジャケットデザインは2003年復刻版とほぼ同じ。
  - 映画『夢野久作の少女地獄』挿入歌のフルバージョン、デビュー前のデモ、未発表ライブ2曲の計4曲を収録。
  - 収録曲：暗い旅  (Full Version) ／ふりむかないで／海へ／赤い靴

### CD-R
- 「紅い花」「密航」 - タワーレコードでの購入特典。いずれもライブ音源。
- 「きらきら」「ひとよ酒」「日傘をさしたら」 - ディスクユニオンでの購入特典。いずれも未発表曲。
  - 「ひとよ酒」はライブ音源で『佐井好子LIVE 1976/79』に収録された[18]。
- 「絹の道」「逢魔ヶ時」 - アルケミー・ミュージック・ストアでの購入特典。「佐井好子LIVE 1976/79」に未収録のライブ音源。